# Halipeurus mirabilis
Halipeurus mirabilis är en insektsart som beskrevs av Thompson 1940. Halipeurus mirabilis ingår i släktet Halipeurus och familjen fjäderlöss. Inga underarter finns listade i Catalogue of Life.